# Pagodroma Gorge
Die Pagodroma Gorge ist eine steilwandige Schlucht in den Prince Charles Mountains des ostantarktischen Mac-Robertson-Lands. Sie ist 5 km lang und verbindet den Radok Lake mit dem Beaver Lake.
Luftaufnahmen von der Schlucht entstanden 1956 im Rahmen der Australian National Antarctic Research Expeditions. Erstmals begangen wurde sie zwischen Januar und Februar 1969 durch den australischen Geologen Alex Medvecky. Das Antarctic Names Committee of Australia (ANCA) benannte sie nach den Schneesturmvögeln (Pagodroma nivea), die das verwitterte Gestein der Schluchtwände als Brutgebiet nutzen.